# Жийяр, Патрик
Патрик Жийяр (фр. Patrick Gillard, 20 сентября 1947) — бельгийский хоккеист (хоккей на траве), полузащитник.

## Биография
Патрик Жийяр родился 20 сентября 1947 года.
Играл в хоккей на траве за «Рояль Леопольд» из Брюсселя.
В 1972 году вошёл в состав сборной Бельгии по хоккею на траве на Олимпийских играх в Мюнхене, занявшей 10-е место. Играл на позиции защитника, провёл 4 матча, забил 2 мяча (по одному в ворота сборных Уганды и Пакистана).